# Relations entre l'Iran et la Suisse
Les relations entre la Suisse et l'Iran existent depuis 1873, année de la signature d'un accord d'amitié et de commerce entre la Confédération suisse et l'Empire perse. Un premier consulat suisse est ouvert en 1919 à Téhéran.

## Histoire
Les relations entre le Suisse et l'Iran (alors la Perse) remontent au XVIIe siècle, où des horlogers suisses se rendent en Suisse.
Entre 1829 et 1837, la Mission de Bâle tente de s'implanter, sans succès.

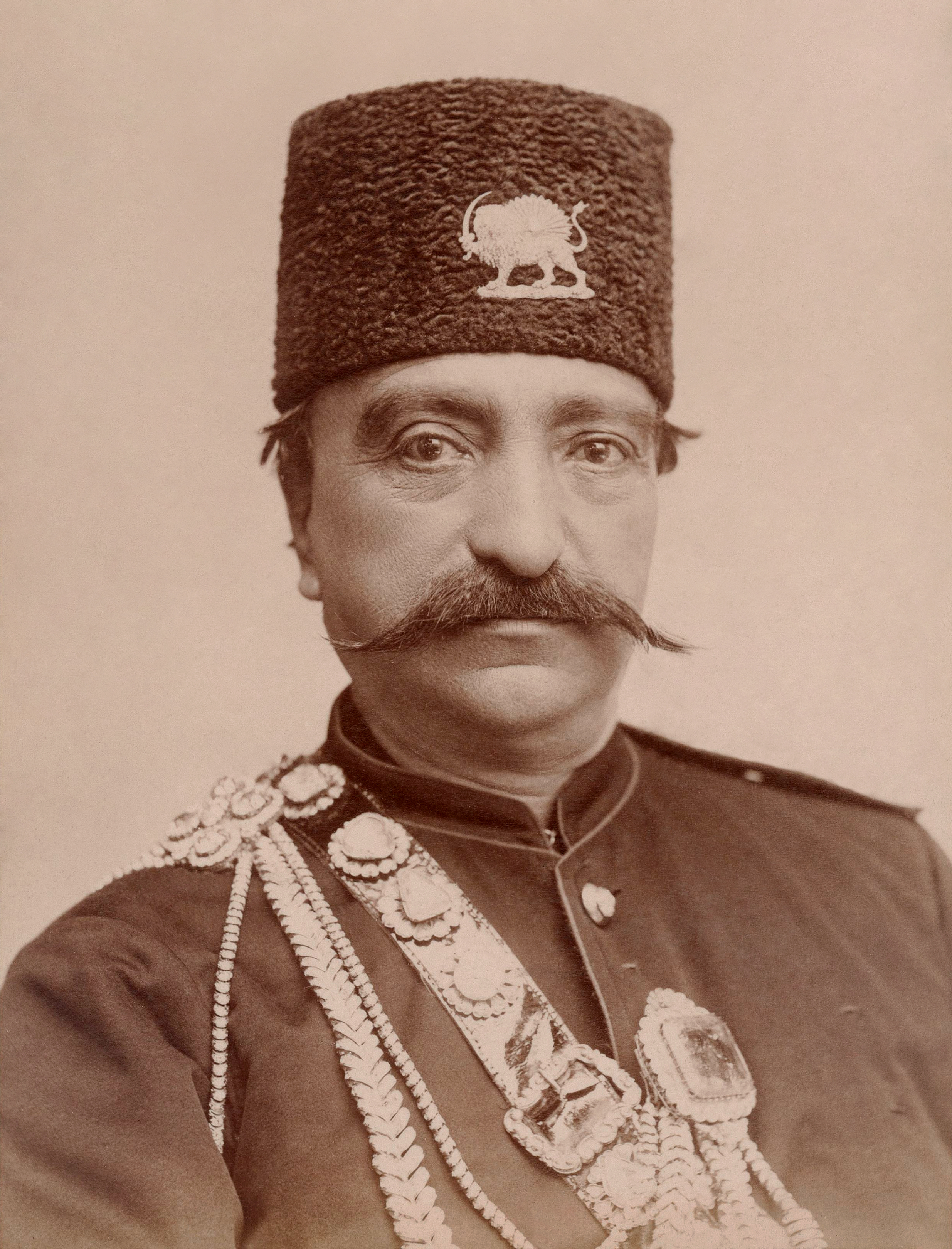
Naser ed-Din, chah d'Iran, permet la signature d'un accord d'amitié avec la Suisse en 1873.

Un traité d'amitié et de commerce est signé en 1873, lors d'une visite du chah Naser ed-Din en Suisse. En 1919, un consulat suisse est ouvert à Téhéran, qui est transformé en légation en 1936.

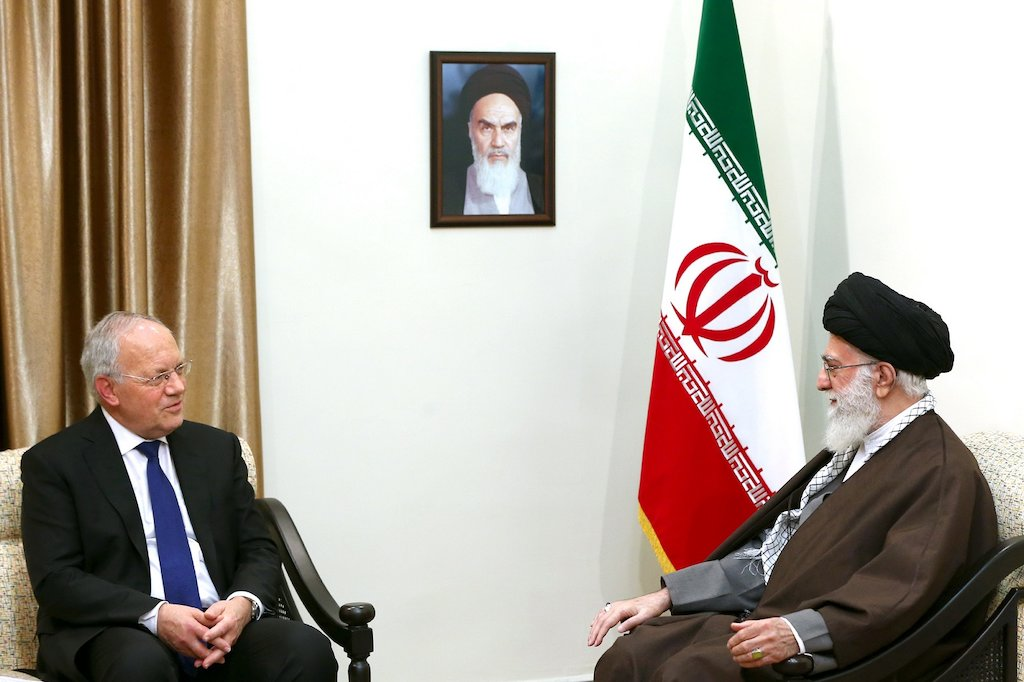
Rencontre entre Johann Schneider-Ammann, président de la Confédération en 2016 en Suisse, et Ali Khamenei, Guide de la Révolution, le 28 février 2016 à Téhéran.

## Mandats de protection

### Mandat de protection des États-Unis
L'ambassade des États-Unis en Iran n'existant plus depuis la révolution islamique, l'ambassade de Suisse en Iran assure la représentation des intérêts américains en Iran.

### Ambassadeurs d'Iran en Suisse

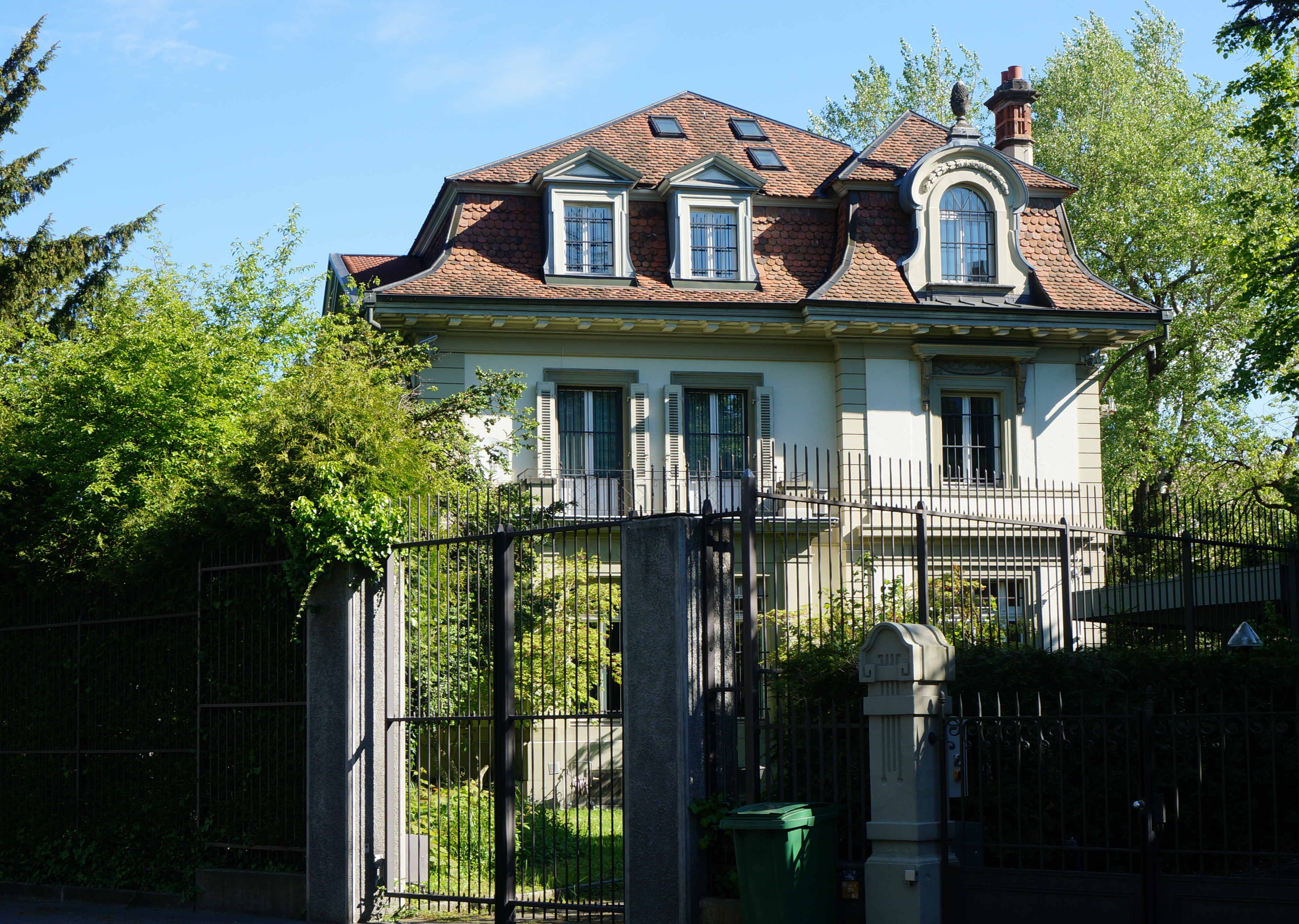
Bâtiment de l'ambassade d'Iran à Berne.

## Ambassadeurs

### Ambassadeurs de Suisse en Iran

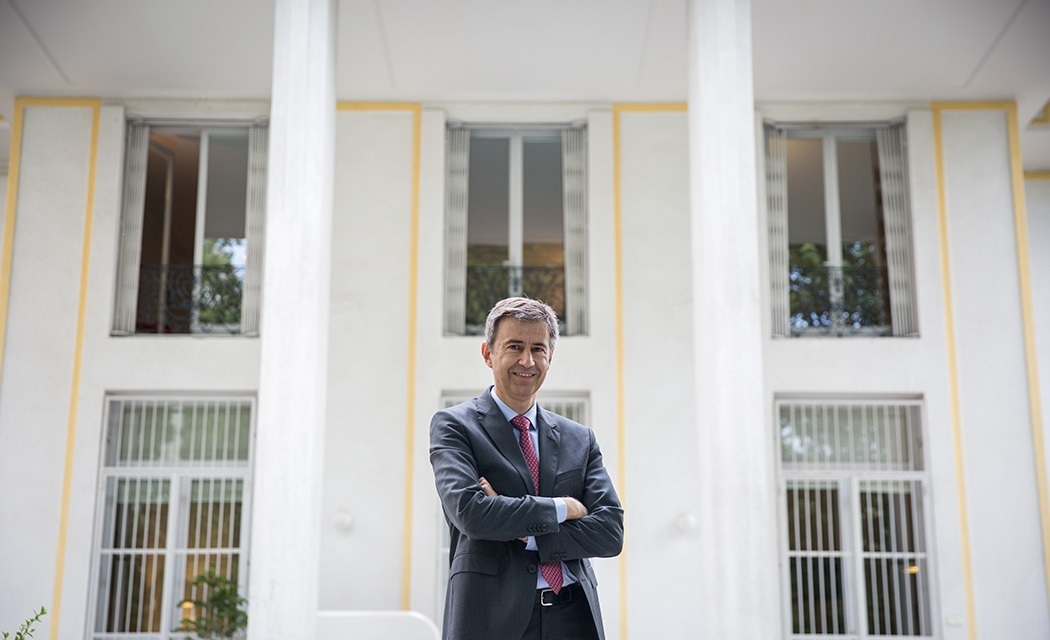
Markus Leitner, ambassadeur de Suisse en Iran depuis 2017, devant l'ambassade à Téhéran.

| Nom              | Début | Fin  |
| ---------------- | ----- | ---- |
| Philippe Welti   | 2004  | 2009 |
| Livia Leu Agosti | 2009  | 2013 |
| Giulio Haas      | 2013  | 2017 |
| Markus Leitner   | 2017  |      |

### Articles de presse
- CélIa Héron, « L'ambassadeur suisse en Iran choque Israël », 24 heures,‎ 29 août 2015 (ISSN 1661-2256, lire en ligne)
- (de) Ruedi Studer et Joël Widmer, « Die Schweiz wird unwichtiger », Blick,‎ 18 janvier 2016 (ISSN 1013-0667, lire en ligne).
- John Heilprin, « Petit guide des relations irano-suisses », sur swissinfo.ch, 25 février 2016 (consulté le 3 janvier 2021).
- Luis Lema, « Entre l’Iran et les Etats-Unis, un rôle accru pour la Suisse? », Le Temps,‎ 9 février 2017, p. 5 (ISSN 1660-9646, lire en ligne).
- (de) Simon Gemperli, « Schweizer Diplomat Opfer der Ayatollahs? », Neue Zürcher Zeitung,‎ 10 février 2009, p. 14 (ISSN 0376-6829, lire en ligne).
- (de) Andrea Häfeli, « "Erhöhtes Sicherheitsrisiko" », Beobachter,‎ 18 août 2017 (ISSN 1661-7444, lire en ligne).